# 牧野菊之助

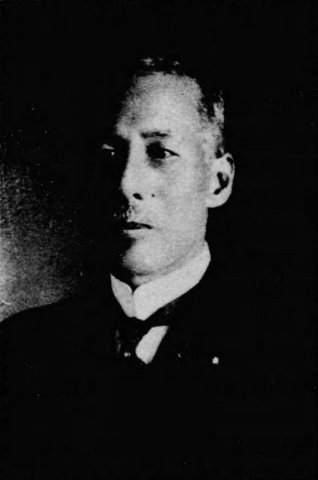
牧野菊之助

牧野 菊之助（まきの きくのすけ、慶応2年12月21日（1867年1月26日） - 昭和11年（1936年）12月24日）は、日本の判事（大審院長）。帝国弁護士会名誉会員。

## 経歴

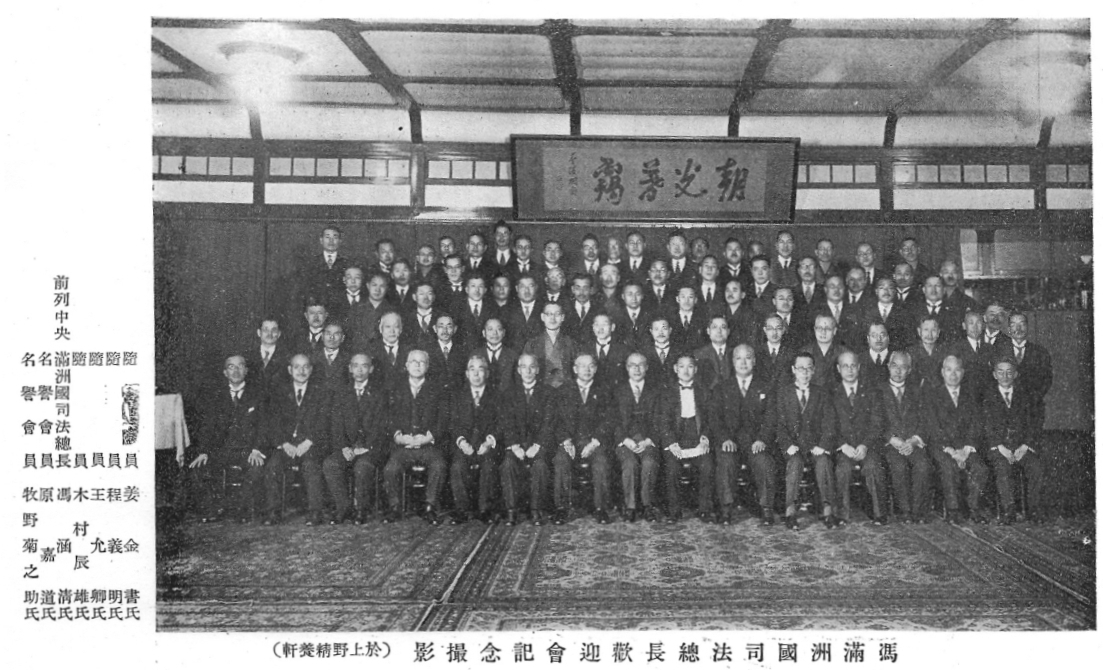
上野精養軒で開催の満州国司法部総長馮涵清歓迎会。馮から左へ名誉会員の枢密院原嘉道、大審院長牧野菊之助。

東京府出身。1891年（明治24年）に東京帝国大学法科大学を卒業し、司法官試補となる。1893年（明治26年）、前橋区裁判所判事となり、東京地方裁判所判事、東京控訴院判事、東京控訴院部長、大審院判事、京都地方裁判所所長、東京地方裁判所所長を歴任。1918年（大正7年）には法学博士号を取得している。1920年（大正9年）には名古屋控訴院院長となり、さらに東京控訴院長、大審院部長を歴任した。
1927年（昭和2年）に大審院長に就任した。
その他、中京法律学校校長や潤徳高等女学校校長を務めた。

## 栄典
- 1916年（大正5年）4月10日 - 従四位[3]

## 著書
- 『日本親族法論』（巌松堂書店、1908年）
- 『日本相続法論』（巌松堂書店、1909年）
- 『民法要綱』（巌松堂書店、1926年）
- 『陪審法大意』（同文館、1927年）
- 『回顧録』（巌松堂書店、1932年）